# Riđotrba čačalaka
Riđotrba čačalaka (lat. Ortalis wagleri) je vrsta ptice iz roda Ortalis, porodice Cracidae. Živi isključivo u Meksiku, endem je te države.  Prirodna staništa su joj suptropske i tropske suhe i nizinske šume.